# Svîrîdivka, Lohvîțea
Svîrîdivka (în ucraineană Свиридівка) este localitatea de reședință a comunei Svîrîdivka din raionul Lohvîțea, regiunea Poltava, Ucraina.

## Demografie
Componența lingvistică a localității Svîrîdivka
     Ucraineană (97,46%)
     Rusă (1,65%)
     Alte limbi (0,9%)
Conform recensământului din 2001, majoritatea populației localității Svîrîdivka era vorbitoare de ucraineană (97,46%), existând în minoritate și vorbitori de rusă (1,65%).